# Campos (Vieira do Minho)
Campos is een plaats (freguesia) in de Portugese gemeente Vieira do Minho en telt 240 inwoners (2001).

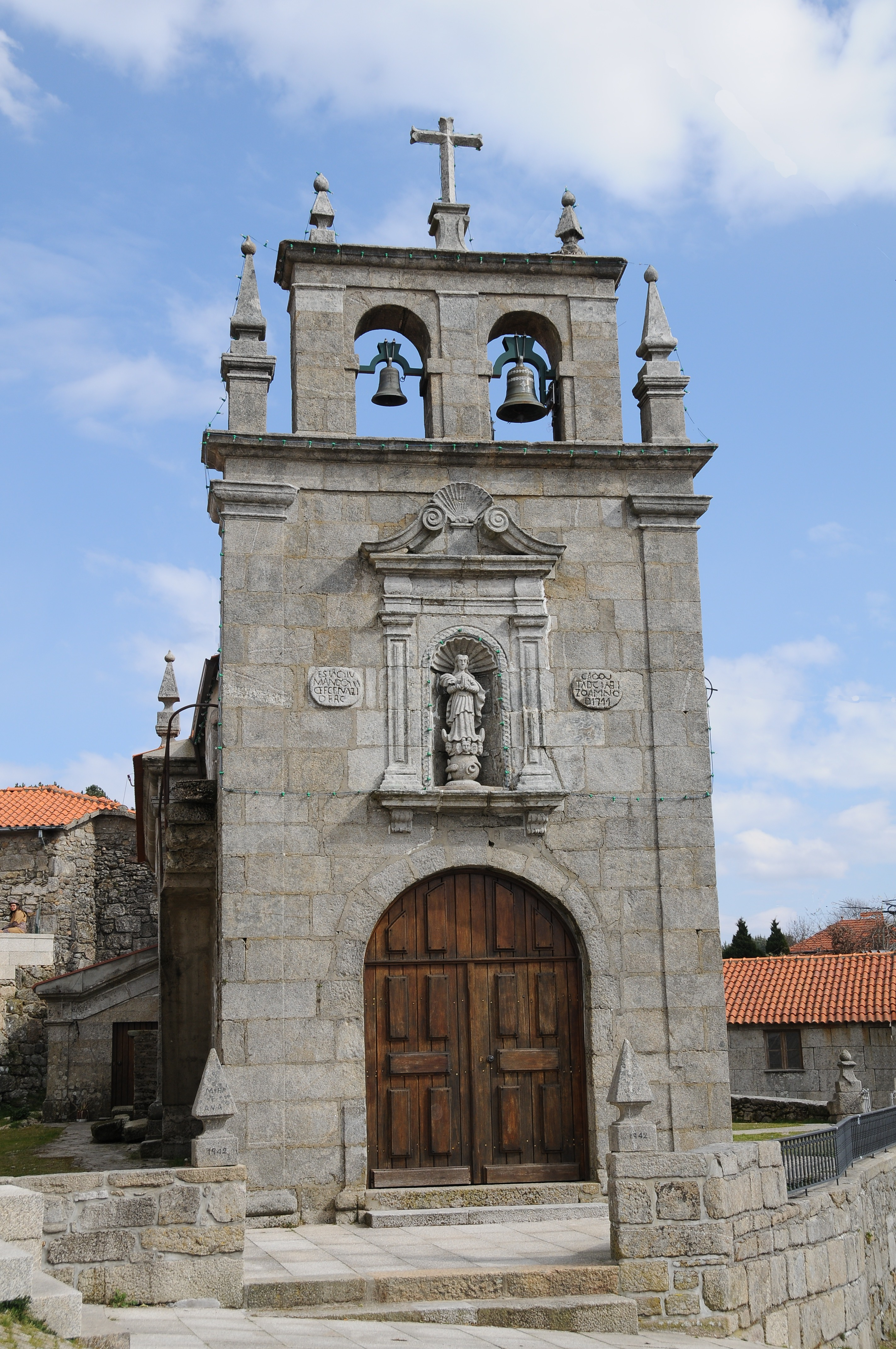
Kerk